# مارلون تیگزیریا
مارلون لوییز تیگزیریا (پرتغالی: Marlon Luiz Teixeira؛ زاده ۱۶ سپتامبر ۱۹۹۱) مدل و بازیگر اهل برزیل است.

## جوایز و افتخارات
- جایزه ویژه شبکه موزت درسال
- برترین چهره جدید سال ۲۰۱۲ در فشن شوی کشور پرتغال
- نفر دوم فستیوال ال آی ای
- نفر سوم فستیوال سلیو اواردز